# Gennadius Avienus
Rufius Gennadius Avienus (fl. 450-468) est un homme politique de l'Empire romain d'Occident.

## Biographie
Gennadius Avienus descend d'une ancienne famille de la noblesse romaine, dont les origines remontent au consul de l'an 59, Marcus Valerius Messalla Corvinus. Il est le fils de Rufius Probianus et de sa femme Synesia Gennadia.
Il est nommé consul en 450, avec l'empereur Valentinien III. Deux ans plus tard, il est envoyé par Valentinien III et le Sénat romain auprès d'Attila avec Trigetius et l'évêque de Rome, Léon Ier. En 467, le poète gallo-romain Sidoine Apollinaire est envoyé à Rome pour porter une pétition du peuple à l'empereur ; il indique qu'Avenius est l'un des deux plus influents fonctionnaires civils de Rome des années 460, avec Caecina Decius Basilius.
Il s'est marié avec Melleta Tarrutenia, fille de Anicius Acilius Glabrio Faustus et de sa femme Tarrutenia. Ils ont eu une fille et un fils : Fausta, mariée avec saint Séverin du Norique, et Anicius Probus Faustus.